# Ernst Schulze (Politiker)
Ernst Schulze (* 19. Oktober 1855 in Cossebaude; † 17. Juni 1932 ebenda) war Tischlermeister und Mitglied des Deutschen Reichstags sowie des Sächsischen Landtags (SPD).

## Leben

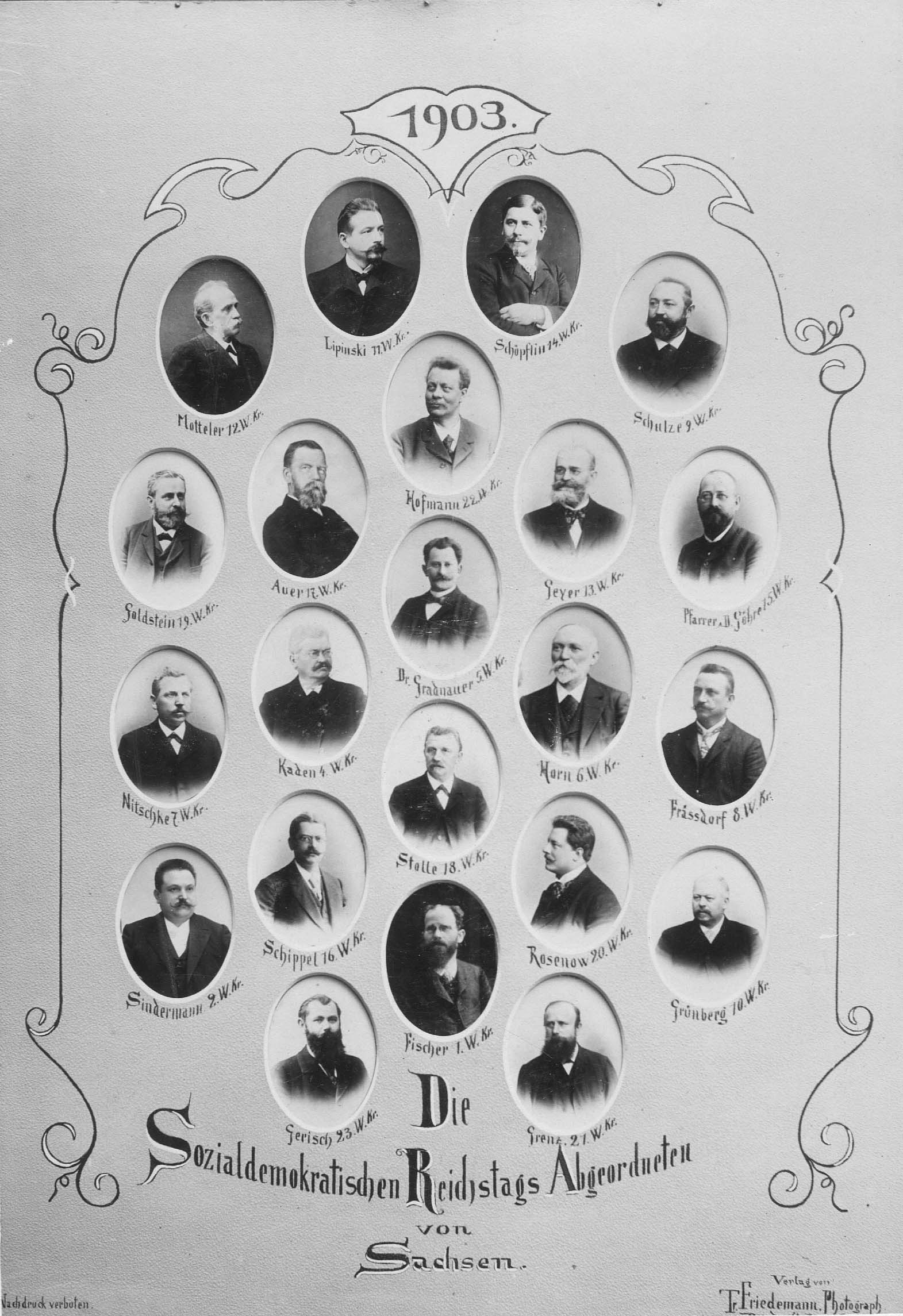
SPD-Reichstagsabgeordnete aus Sachsen von 1903

Schulze besuchte die Volksschule zu Cossebaude. Er erlernte das Tischlerhandwerk und bereiste als Handwerksbursche Deutschland, Österreich und die Schweiz und etablierte sich 1874 in Cossebaude, wo er ab 1879 als Tischlermeister tätig war. Er war Mitglied des Gemeinderats von 1882 bis 1893 und ab 1898. Ab dem Jahr 1895 war er bis zu seinem Tod Vorsitzender der Ortskrankenkasse in Cossebaude.
Weiter war er Mitglied des Sächsischen Landtags für den 10. ländlichen Wahlkreis von 1891 bis 1897 sowie von 1908 bis 1918. Von 1903 bis 1907 war er als SPD-Abgeordneter Mitglied des Deutschen Reichstags für den Reichstagswahlkreis Königreich Sachsen 9 (Freiberg, Hainichen).
Im Jahr 1917 trat er in die USPD ein, kehrte aber 1922 zur SPD zurück und war für diese Partei von 1926 bis zu seinem Tod 1932 erneut Mitglied des Sächsischen Landtags.